# Birger Swenzén
Birger Thorsten Swenzén, född den 3 maj 1894 i Motala, död den 10 december 1965 i Stockholm, var en svensk ingenjör.  
Swenzén avlade avgångsexamen vid Kungliga Tekniska högskolan 1917. Han tjänstgjorde på örlogsvarvet i Karlskrona 1918–1931 och vid marinförvaltningens ingenjörsavdelnings ubåtsdetalj 1931–1943. Svenzén blev  blev mariningenjör av andra graden 1920 av första graden 1929, marindirektör av andra graden 1941 och av första graden 1943, med kommendörs tjänsteklass 1948. Han var byråchef vid marinförvaltningens skeppsbyggnadsavdelnings varvs- och verkstadsbyrå 1943–1947, chef för skeppsbyggnadsavdelningens konstruktionskontor 1947–1949 och tillförordnad marinöverdirektör och chef för marinförvaltningens skeppsbyggnadsavdelning 1949–1954. Swenzén invaldes som ledamot Örlogsmannasällskapet 1937 och av Ingenjörsvetenskapsakademien 1941 (hedersledamot 1959). Han blev riddare av Vasaorden 1935 och av Nordstjärneorden 1947 samt kommendör av sistnämnda orden 1954. Swenzén vilar på Södertälje kyrkogård.